# Pascal Oppliger
Pascal Oppliger (1º aprile 1980) è un allenatore di calcio ed ex calciatore svizzero, di ruolo centrocampista.

## Carriera

### Club
In carriera ha totalizzato complessivamente 128 presenze ed una rete nella prima divisione svizzera; ha inoltre giocato anche una partita in Coppa UEFA e segnato un gol in 8 partite in Coppa Intertoto UEFA.

### Nazionale
Ha partecipato agli Europei Under-21 del 2002.